# Wie ein Dieb in der Nacht
Pour plus de détails, voir Fiche technique et Distribution.
Wie ein Dieb in der Nacht (titre français : Comme un voleur dans la nuit) est un film autrichien réalisé par Hans Thimig sorti en 1949, alors qu'il fut tourné en 1944.
Il s'agit d'une adaptation de la pièce Das Mädchen im Fenster de Fritz Gottwald.

## Synopsis
Oskar Ringhofer, le fils du propriétaire de la maison de couture éponyme, a les yeux rivés sur le décoratrice de vitrines Toni Riedel. Afin de pouvoir s'approcher d'elle, il met au point un plan ridicule : après la fermeture de son magasin, il se rend dans la maison de couture de son père, à côté d'un mannequin, et prétend en faire partie. Comme son adorée veut y travailler, elle réalise vite qu’elle ne peut pas travailler avec une poupée et suppose qu'il est un voleur. Comme le jeune homme lui plaît, elle décide de le dissuader de ses activités criminelles et de le "guérir". Oskar n’est que trop heureux d’être d’accord. Mais lorsque l'amour de Toni pour son "patient" se réveille, elle le découvre bientôt. Maintenant, elle le paie à la maison avec la même pièce, en simulant un vol aussi. Après de nombreuses confusions, dans lesquelles la police n'est pas impliquée, tous les problèmes se résolvent, et Oskar peut conduire son bien-aimé Toni au bureau de l'enregistrement.

## Fiche technique
- Titre : Wie ein Dieb in der Nacht
- Réalisation : Hans Thimig
- Scénario : Lilian Belmont, Fritz Koselka
- Musique : Willy Schmidt-Gentner
- Photographie : Jaroslav Tuzar
- Montage : Henriette Brünsch
- Production : Karl Hartl
- Sociétés de production : Wien-Film
- Société de distribution : Wien-Film
- Pays d'origine :  Autriche
- Langue : allemand
- Format : Noir et blanc - 1,33:1 - Mono - 35 mm
- Genre : Comédie romantique
- Durée : 85 minutes
- Dates de sortie :
  - Autriche : 23 septembre 1949.

## Distribution
- Gusti Huber : Toni Riedel
- Wolf Albach-Retty : Oskar Ringhofer
- Anton Edthofer : M. Ringhofer père
- Hermann Thimig : Gumpendorfer, le bijoutier
- Christl Mardayn : Cilli, son épouse
- Hans Olden (de) : Roberti, magicien
- Lotte Lang (de) : Hilde Schulla
- Georg Lorenz : Stangl
- Bruno Hübner : Rabenfuß

## Source de la traduction
- (de) Cet article est partiellement ou en totalité issu de l’article de Wikipédia en allemand intitulé « Wie ein Dieb in der Nacht » (voir la liste des auteurs).